# Agnes
Agnes ist ein weiblicher Vorname.

## Herkunft und Bedeutung des Namens
Die Bedeutung des Vornamens Agnes leitet sich von altgriechisch ἁγνός, -ή, -όν hagnos, -e, -on her, was „rein, geheiligt, geweiht“ bedeutet, wird teilweise aber auch mit lateinisch agnus ‚Lamm‘ in Verbindung gebracht.

## Verbreitung
Der Name ist seit dem 11. Jahrhundert in Deutschland verbreitet, zunächst in Adelskreisen und eher selten. Häufiger wurde er im 19. Jahrhundert, als das Schicksal der Agnes Bernauer zu literarischen und musikalischen Bearbeitungen anregte. Anfang des zwanzigsten Jahrhunderts gehörte Agnes zu den 30 bis 50 beliebtesten weiblichen Vornamen. Mitte der 1930er Jahre brach die Häufigkeit stark ein, bis in die 1980er Jahre schwankte sie stark, erreichte aber nicht mehr die einstige Beliebtheit.

## Namenstag
Der Namenstag ist am 21. Januar, dem Gedenktag der Agnes von Rom. Der Gedenktag der Agnes von Böhmen ist der 2. März.

## Varianten
- albanisch: Agnesa, Anjeza
- deutsch: Agnesa, Agneta, Ines,[2]
- englisch: Inez
- finnisch: Aune[2]
- französisch: Agnès
- griechisch: Αγνή
- italienisch: Agnese
- lettisch: Agnese
- litauisch: Agnė
- obersorbisch: Hańža
- polnisch: Agnieszka[2]
- portugiesisch: Inês
- russisch: Агния
- schwedisch: Agnetha, Agneta, Agnete
- spanisch: Inés
- serbisch: Agnija
- tschechisch: Anežka
- ungarisch: Ágnes

## Namensträgerinnen

### Heilige
- Agnes von Aislingen, Nonne in Rebdorf
- Agnes von Assisi (um 1197–1253), Nonne und Klostergründerin, Schwester der heiligen Klara von Assisi
- Agnes von Böhmen (1211–1282), böhmische Prinzessin (Gedenktag: 6. März)
- Agnes von Burgund (Heilige) (* um 990/995; † 1068)
- Agnes von Montepulciano (1268–1317)
- Agnes von Poitiers († 588), Äbtissin von Sainte-Croix in Poitiers
- Agnes von Rom († ~250), Jungfrau, Märtyrin
- Agnes De († 1841), Ordensschwester, gehört zu den Märtyrern von Vietnam
- Agnes von Jesus Galand (1602–1634), Ordensschwester, Priorin

### Adlige
- Agnes von Andechs (* um 1215, † vor 7. Januar 1263) aus dem Hause Andechs-Dießen, Herzogin von Österreich und Steiermark (1230–1243) und Herzogin von Kärnten (1256–1263)
- Agnes von Andechs-Meranien (* um 1172; † 1201), Königin von Frankreich
- Agnes III. von Anhalt (1445–1504), als Agnes III. von 1485 bis 1504 Äbtissin des Kaiserlich freien weltlichen Reichsstifts von Gandersheim
- Agnes von Anhalt-Dessau (1824–1897), Prinzessin von Anhalt-Dessau und durch Heirat Herzogin von Sachsen-Altenburg
- Agnes von Arnsberg (auch Agnes zu Meschede; * um 1236; † 1306), letzte Äbtissin des Damenstifts Meschede; auch Äbtissin von Stift Oedingen
- Agnes von Babenberg, deutsche Adelige
- Agnes von Baden-Österreich (* 1250, † 1295), „die letzte Babenbergerin“
- Agnes von Bar (* um 1177, † 1226), Herzogin von Lothringen
- Agnes von Bayern (ca. 1262–1269)
- Agnes von Beaujeu (um 1202–1231), Gräfin von Champagne
- Agnes von Bentheim und Steinfurt († 1589), Gräfin von Rietberg
- Agnes von Bourbon (1237–1288), Herrin von Bourbon
- Agnes von Brandenburg (1257–1304), in Skandinavien auch Agnete von Brandenburg genannt, von 1273 bis 1296 Königin von Dänemark
- Agnes von Brandenburg (1298–1334), durch Heirat mit Woldemar Markgräfin von Brandenburg und durch die zweite Ehe mit Otto dem Milden Herzogin zu Braunschweig und Lüneburg
- Agnes von Brandenburg (1584–1629), durch Heirat nacheinander Herzogin von Pommern und Herzogin von Sachsen-Lauenburg
- Agnes von Braunschweig (1201–1267), Ehefrau von Otto II., Herzog von Bayern
- Agnes II. von Braunschweig-Grubenhagen (1406–1439), Äbtissin in Gandersheim
- Agnes de Châtillon (1153–1184), Königin von Ungarn
- Agnes von Durazzo, neapolitanische Adlige aus dem Haus Anjou-Durazzo
- Agnes von Edessa († um 1184), Mutter des Königs von Jerusalem
- Agnes of Essex, englische Adlige
- Agnes von Faucigny († 1268), Herrin von Faucigny, Gräfin von Savoyen
- Agnes I. (Gandersheim) (* um 1090; † 1125), Äbtissin der Stifte Gandersheim und Quedlinburg
- Agnes von Gandersheim (Agnes II.; auch Agnes von Quedlinburg; 1184–1203), Äbtissin von Quedlinburg und Gandersheim
- Agnes von Glogau (* zwischen 1293 und 1296; † 1361), Herzogin von Niederbayern, Gräfin von Hals
- Agnes von Görz und Tirol († 1293), Markgräfin von Meißen und Landgräfin von Thüringen
- Agnes von Habsburg (um 1315–1392), Gemahlin Herzogs Bolko II. des Kleinen von Schweidnitz-Jauer
- Agnes von Hessen (1527–1555), Kurfürstin im Kurfürstentum Sachsen
- Agnes von Hessen-Kassel (1606–1650), Prinzessin von Hessen-Kassel und durch Heirat Fürstin von Anhalt-Dessau
- Agnes von Hohenberg († 1366), Tochter des Grafen Rudolf II. von Hohenberg und heiratete 1349 Herzog Konrad IV. von Teck
- Agnes von Landsberg († 1266), Herzogin von Landsberg
- Agnes von Leiningen, Gräfin von Nassau und Gräfin von Leiningen
- Agnes von Lichtenberg I. († 1336), deutsche Äbtissin
- Agnes von Lichtenberg II. († 1436), deutsche Äbtissin
- Agnes von Limburg-Stirum (1563–1645), Äbtissin der Stifte Elten, Vreden, Borghorst und Freckenhorst
- Agnes von Loon (* um 1150; † 1191), Herzogin von Bayern und Pfalzgräfin von Wittelsbach; gilt als Stammmutter des Geschlechts der Wittelsbacher
- Agnes von Mansfeld-Eisleben (1551–1637), Gräfin von Mansfeld
- Agnes II. von Meißen († 1203), Äbtissin des Stiftes Quedlinburg
- Agnes von Montfort-Feldkirch, Adlige
- Agnes I. (Nevers), Gräfin von Nevers, Auxerre und Tonnerre
- Agnes II. (Nevers) († 1225), Gräfin von Tonnerre, Auxerre und Nevers
- Agnes von Nürnberg (1366–1432), Äbtissin des Klarissenklosters Hof
- Agnes von Österreich (1151–1182), Königin von Ungarn und Herzogin von Kärnten, Tochter des Babenbergers Heinrich II. Jasomirgott Herzog von Österreich und Bayern
- Agnes von Österreich (1206–1226) (* 1206; † 29. August 1226), Tochter des Herzogs Leopold VI., Gattin des Herzogs Albrecht I. von Sachsen
- Agnes von Ostfriesland (1584–1616), ostfriesische Gräfin
- Agnes von Poitou (um 1025–1077), Regentin des Heiligen Römischen Reichs Deutscher Nation
- Agnes von Rochlitz (1152–1195), deutsche Adlige und Mutter mehrerer europäischer Königinnen
- Agnes von Saarbrücken, Herzogin von Schwaben
- Agnes von Schlesien-Liegnitz (1242–1265), Gräfin von Württemberg
- Agnes von Solms-Laubach (1578–1602), Gräfin zu Solms-Laubach und durch Heirat Landgräfin von Hessen-Kassel
- Agnes von Staufen (Habsburg) (1165/1170–vor 1232), Gräfin von Habsburg, siehe Rudolf II. (Habsburg) #Familie
- Agnes von Staufen († 1184) (nach 1177–1184), Tochter von Kaiser Friedrich I. und Beatrix von Burgund
- Agnes von Staufen (Pfalzgräfin) (um 1176–1204), Pfalzgräfin bei Rhein
- Agnes Maria von Tübingen (1599–1638), Gräfin aus dem Hause der Pfalzgrafen von Tübingen
- Agnes von Ungarn (1280–1364), Gemahlin des ungarischen Königs Andreas III.
- Agnes von Waiblingen (1072–1143), Herzogin von Schwaben, später Gattin von Leopold III., Markgraf von Österreich
- Agnes von Weimar-Orlamünde († 1354), erste Äbtissin des Klosters Himmelkron
- Agnes von Werdenberg-Trochtelfingen, deutsche Adlige
- Agnes von Wittelsbach (1335–1352), auch Agnes von Bayern, Tochter Kaiser Ludwigs des Bayern, Nonne
- Agnes von Württemberg (1835–1886) (1835–1886; Pseudonym Angelica Hohenstein), Schriftstellerin
- Agnes von Zähringen (um 1158–1239), Gattin des Grafen Egino IV. von Urach

### Weitere Namensträgerinnen

#### A – K
- Agnes Alpers (* 1961), deutsche Politikerin (Die Linke)
- Agnes Amberg (1936–1991), Schweizer Köchin
- Agnes Asche (1891–1966), deutsche Sozialistin
- Agnes Auffinger (1934–2014), deutsche Malerin und Bildhauerin
- Agnes Avagyan (* 1980), armenische Karikaturistin und Illustratorin
- Agnes Ayres (1898–1940), US-amerikanische Stummfilmschauspielerin
- Agnes Baltsa (* 1944), griechische Kammersängerin
- Agnes Becker (* 1980), deutsche Politikerin (ÖDP)
- Agnes Bernauer (≈1410–1435), Gemahlin oder Geliebte Herzog Albrechts III. von Bayern
- Agnes Bernelle (1923–1999), deutsche Schauspielerin
- Agnes Blannbekin (* um 1250; † 1315), österreichische Begine, Franziskanerin des Dritten Ordens und Mystikerin
- Agnes Gonxha Bojaxhio (1910–1997), bekannt als Mutter Teresa
- Agnes Bruckner (* 1985), US-amerikanische Schauspielerin
- Agnes Carlsson (* 1988), schwedische Sängerin
- Agnes Chow (* 1996), Hongkonger Demokratie-Aktivistin
- Agnes Dünneisen (* 1955), Schweizer Theater- und Filmschauspielerin
- Agnes Dürer (1475–1539), Nürnberger Kunsthändlerin und Ehefrau von Albrecht Dürer
- Agnes Esterházy (1891–1956), österreichische Schauspielerin
- Agnes Fink (1919–1994). deutsch-schweizerische Schauspielerin
- Agnes Franz (1794–1843), deutsche Schriftstellerin
- Agnes Giebel (1921–2017), deutsche Sopranistin
- Agnes-Marie Grisebach (1913–2011), deutsche Schauspielerin und Schriftstellerin
- Agnes Husslein (* 1954), österreichische Kunsthistorikerin und Kunstmanagerin
- Agnes Jama (1911–1993), niederländische Pianistin und Komponistin
- Agnes Jordan (unbekannt–1546), englische Äbtissin von Syon Monastery
- Agnes Karll (1868–1927), Reformerin der deutschen Krankenpflege
- Agnes Kittelsen (* 1980), norwegische Schauspielerin
- Agnes Kiyomi Decker (* 1986), deutsche Films- und Theaterschauspielerin sowie Synchronsprecherin deutsch-japanischer Abstammung
- Agnes Kraus (1911–1995), deutsche Schauspielerin
- Agnes Krumwiede (* 1977), deutsche Politikerin (Grüne), MdB
- Agnes von Kurowsky (1892–1984), US-amerikanische Krankenschwester

#### L – Z
- Agnes Kwaje Lasuba (1948–2023), südsudanesische Politikerin
- Agnes Leclerq Joy (1844–1912), US-amerikanische Schauspielerin und Krankenschwester
- Agnes Martin (1912–2004), US-amerikanische Malerin
- Agnes Mason (1849–1941), britische anglikanische Ordensgründerin
- Agnes Miegel (1879–1964), deutsche Dichterin und Journalistin
- Agnes Monica (* 1986), indonesische Sängerin und Schauspielerin
- Agnes Moorehead (1900–1974), US-amerikanische Schauspielerin
- Agnes Neuhaus (1854–1944), deutsche Sozialpolitikerin (Zentrum)
- Agnes Obel (* 1980), dänische Singer-Songwriterin und Pianistin
- Agnes Palmisano (* 1974), österreichische Musikerin
- Agnes Pockels (1862–1935), deutsche Naturwissenschaftlerin
- Agnes Ravatn (* 1983), norwegische Schriftstellerin und Journalistin
- Agnes Reisch (* 1999), deutsche Skispringerin
- Agnes zu Salm-Salm (1844–1912), Zirkusreiterin, später Schauspielerin, Krankenschwester
- Agnes Sapper (1852–1929), deutsche Schriftstellerin
- Agnes Schwarzmaier (* 1962), deutsche Klassische Archäologin
- Agnes M. Sigurðardóttir (* 1954), isländische evangelisch-lutherische Geistliche, 2012–2024 Bischöfin der Isländischen Staatskirche
- Agnes Simon (1935–2020), ungarische Tischtennisspielerin
- Agnes Smedley (1892–1950), US-amerikanische Journalistin und Autorin
- Agnes Stavenhagen (1860–1945), deutsche Sopranistin und Kammersängerin
- Agnes Taar (1897–1976), estnische Schriftstellerin
- Agnes Jebet Tirop (1995–2021), kenianische Langstreckenläuferin
- Agnes Ullmann (1927–2019), ungarisch-französische Mikrobiologin
- Agnes Windeck (1888–1975), deutsche Schauspielerin
- Agnes Zimmermann (1847–1925), deutsche Konzertpianistin und Komponistin

#### Doppelname
- Marie-Agnes Dittrich (1954–2025), deutsche Musikwissenschaftlerin
- Marie-Agnes Reintgen (1944–2017), deutsche Schauspielerin und Sprecherin
- Marie-Agnes Strack-Zimmermann (* 1958), deutsche Politikerin (FDP)

## Kunstfiguren
- Agnes, die Hauptfigur des gleichnamigen, 1998 erschienenen Romans von Peter Stamm
- Agnes geht in den Tod, Roman um die Partisanin Agnes von Renata Viganò aus dem Jahr 1949
- In Ein Traumspiel aus dem Jahr 1902 von August Strindberg heißt die Hauptfigur Agnes und ist die zu den Menschen geschickte Tochter des Gottes Indra.
- Schwester Agnes aus der gleichnamigen DEFA-Fernsehspielreihe